# Тителски плато
Тителски плато или Калварија је археолошки локалитет који се налази на југоисточном крају Тителског брега изнад самог Титела на ушћу Тисе у Дунав. Реч је о вишеслојном налазишту са остацима из праисторије, антике и средњег века. Сам локалитет се налази под заштитом Републике Србије, као археолошко налазиште од изузетног значаја.

## Локалитет Калварија
Археолошки локалитет Калварија је смештен на узвишењу које доминира тромеђом Баната, Бачке и Срема, на погодном месту, у стратешком смислу, а некада је било острво окружено водотоковима. Укупна висина слојева на њему је шест метара и чине их:
- праисторијски слојеви из неолита, енеолита, бронзаног и гвозденог доба
- антички слој односно сарматско насеље
- касносредњовековни слој односно остаци утврђеног самостана

На локалитету нису рађена систематска археолошка истраживања, већ само заштитна, приликом радова на градском водоводу (1968) и током радова за потребе мобилне телефоније (2002). Сам резервоар за тителски водовод је са једне (северне) стране омеђен стрмом падином која се спушта ка Тиси, док се са преостале три налази некадашњи шанац. Да је реч о остацима утврђења, потврђују и трагови бедема, грађеног од камена везиваног кречним малтером, који се виде на оштрој падини Тителског брега, а припадају истом културном слоју, дебљине 2.5 метара, у коме се налази шанац.